# Gunung Sawa Alengoh
Gunung Sawa Alengoh är ett berg i Indonesien.   Det ligger i provinsen Aceh, i den västra delen av landet, 1 700 km nordväst om huvudstaden Jakarta. Toppen på Gunung Sawa Alengoh är 680 meter över havet, eller 602 meter över den omgivande terrängen. Bredden vid basen är 10,2 km.
Terrängen runt Gunung Sawa Alengoh är varierad.Runt Gunung Sawa Alengoh är det ganska glesbefolkat, med 22 invånare per kvadratkilometer. I omgivningarna runt Gunung Sawa Alengoh växer i huvudsak städsegrön lövskog.